# East Riffa SCC
L'East Riffa SCC (àrab: نادي الرفاع الشرقي, Nādī ar-Rifāʿ ax-Xarqī, Club d'ar-Rifà Oriental) és un club de Bahrain de futbol de la ciutat de Riffa.

## Palmarès
- Lliga de Bahrain de futbol:[1]

1994
- Copa del Rei de Bahrain de futbol:[2]

1999, 2000, 2014
- Copa Federació de Bahrain:[2]

2019
- Supercopa de Bahrain de futbol:[2]

2014
- Segona Divisió:

2014